# Alexander von Daniels
Alexander Joseph Aloys Reinhard Edler von Daniels, född 9 oktober 1800 i Düsseldorf, död 4 mars 1868 i Berlin, var en tysk jurist.
Daniels blev 1843 ledamot av revisions- och kassationsdomstolen i Berlin samt 1852 av övertribunalen där och var från 1844 till sin död dessutom professor i juridik vid Berlins universitet. Han var ledamot av 1848 års konstituerande nationalförsamling i Preussen och tillhörde första kammaren i den församling, som, på grund av den oktrojerade grundlagen av den 5 december 1848, sammanträdde i februari 1849. År 1854 utnämndes han av kungen till livstidsledamot av herrehuset och till kronsyndikus.
Daniels hela verksamhet kännetecknas av den strängaste konservatism. Hans arbeten behandlar privaträtt och rättshistoria. Det viktigaste bland dem är Rechtsdenkmäler des deutschen Mittelalters (1858-62), som utgavs av honom tillsammans med von Gruben och Kühns.